# Pilocarpina
La pilocarpina è un composto eterociclico derivato imidazolico di origine naturale, alcaloide della pianta Pilocarpus jaborandi.
A temperatura ambiente si presenta come un solido cristallino giallognolo dall'odore percepibile. È un composto molto tossico. 
Potente colinergico, si lega ai recettori muscarinici M1, M2 e M3. Una volta assunta, il tono del sistema nervoso parasimpatico aumenta notevolmente, con le fisiologiche conseguenze. Viene usata in oftalmologia sotto forma di collirio per il controllo del glaucoma da sola od in combinazione con altri colliri medicali. La sua azione miotica (tramite l'attivazione del sistema nervoso parasimpatico) porta ad un assottigliamento dell'iride: il deflusso di umor acqueo viene così facilitato e la pressione oculare diminuisce. È utilizzata anche per il trattamento della Xerostomia.

## Farmacologia

### Indicazioni
La pilocarpina è un farmaco utilizzato per trattare diverse condizioni mediche. È un agonista dei recettori muscarinici e viene impiegata per stimolare la produzione di saliva e sudorazione. È indicata per il trattamento della xerostomia secondaria a radioterapia e sindrome di Sjögren. Inoltre, la pilocarpina può essere prescritta come soluzione oftalmica per la gestione della presbiopia negli adulti.
È impiegata nel trattamento delle seguenti condizioni cliniche:
- Glaucoma ad angolo acuto
- Glaucoma ad angolo aperto
- Glaucoma ad angolo aperto cronico
- Glaucoma ad angolo stretto
- Xerostomia
- Aumento della pressione intraoculare
- Ipertensione oculare
- Presbiopia

### Farmacodinamica
La pilocarpina è un composto quaternario di ammonio con una carica positiva, classificato come un miotico estere di colina. Ai dosaggi appropriati, la pilocarpina possiede la capacità di potenziare la secrezione da parte delle ghiandole esocrine, tra cui le ghiandole sudoripare, salivari, lacrimali, gastriche, pancreatiche, intestinali e le cellule mucose delle vie respiratorie.
L'applicazione topica della pilocarpina nell'occhio, in una singola dose, produce inizialmente una contrazione della pupilla (miosi) e uno spasmo dell'accomodazione, seguiti da un transitorio aumento della pressione intraoculare, seguito poi da una caduta più duratura di tale pressione.
A livello intestinale, la stimolazione del tessuto muscolare liscio provocata dalla pilocarpina può portare all'aumento del tono muscolare, dell'attività motoria, nonché a spasmi e tenesmo. Inoltre, può essere osservato un incremento del tono del muscolo liscio bronchiale. Inoltre, la pilocarpina può potenziare il tono e la motilità del muscolo liscio dell'apparato urinario, della colecisti e dei dotti biliari.
La pilocarpina può manifestare effetti paradossali sul sistema cardiovascolare. Nonostante gli agonisti muscarinici, come la pilocarpina, siano generalmente associati a una vasodepressione, è stato riscontrato che l'uso della pilocarpina può causare un aumento transitorio della pressione arteriosa dopo un breve episodio di ipotensione. Inoltre, sia la bradicardia che la tachicardia sono stati segnalati come possibili effetti collaterali derivanti dall'uso della pilocarpina.

### Meccanismo d'azione
La pilocarpina rappresenta un composto farmacologico che agisce come agonista colinergico parasimpaticomimetico. Il suo meccanismo d'azione comprende l'incremento della secrezione delle ghiandole esocrine, nonché la produzione di una contrazione del muscolo sfintere dell'iride e del muscolo ciliare, principalmente attraverso la stimolazione selettiva dei recettori muscarinici. L'applicazione topica della pilocarpina sugli occhi determina tali effetti solo a livello locale.